# Martin Kieren
Martin Kieren (* 15. Oktober 1954 in Dortmund) ist ein deutscher Architekt, Bauhistoriker, Architekturtheoretiker und -kritiker, Publizist und Hochschullehrer.

## Leben
Martin Kieren studierte von 1971 bis 1974 Architektur an der Fachhochschule Dortmund bis zum Abschluss als Bauingenieur (Dipl.-Ing. FH). Von 1975 bis 1978 studierte er Philosophie und Kunstgeschichte an der Freien Universität Berlin, ab 1976 parallel wieder Architektur an der Technischen Universität Berlin. Im Jahre 1979 wurde er mit der bauhistorischen Arbeit Der Kreuzgrundriss in der Wohnungsproduktion für den Industriearbeiter im 19. Jahrhundert diplomiert. Er war dann Wissenschaftlicher Mitarbeiter in Lehre und Forschung von 1979 bis 1985 an der Universität der Künste Berlin im Fachgebiet Geschichte, Theorie und Kritik der Architektur am Lehrstuhl von Jonas Geist. Hier war er Mitglied im Forschungsschwerpunkt Theorie und Geschichte von Bau, Raum und Alltagskultur sowie in der Krünitz-Gesellschaft und Mitarbeiter am ersten Band des dreibändigen Werkes Das Berliner Mietshaus der Autoren Johann Friedrich Geist und Klaus Kürvers (u. a. sämtliche Zeichnungen). Von 1987 bis 1989 war er Wissenschaftlicher Mitarbeiter im Bauhaus-Archiv Berlin und parallel von 1988 bis 1989 im Institut für Geschichte und Theorie der Architektur an der ETH Zürich zur wissenschaftlichen Bearbeitung des Hannes Meyer-Nachlasses. Kieren promovierte 1989 an der HdK Berlin mit der Arbeit Hannes Meyer – Dokumente zu Frühzeit. Architektur und Gestaltungsversuche 1919–1927.
Ab 1986 war Kieren als Autor und verantwortlicher Redakteur tätig bei der Zeitschrift des Deutschen Werkbundes Werk und Zeit, bei der Tageszeitung mitverantwortlich im Berlin-Feuilleton (1991–1993) und der Zeitschrift Les Choses. Berliner Hefte zur Architektur. Ferner war er Berlin-Korrespondent für die Magazine Archithese, Casabella und Domus. Seine Forschungs- und Publikationsschwerpunkte waren und sind Zeitgenössische Architektur, Geschichte und Theorie von Architektur und Städtebau des 19. und 20. Jahrhunderts, Wohnungsbau, Architekturtheorie sowie Avantgardeströmungen in der Architektur des 20. Jahrhunderts. Er war verantwortlicher Kurator verschiedener Ausstellungen an der Akademie der Künste Berlin, im Bauhausarchiv Berlin, am Deutschen Architekturmuseum Frankfurt am Main, dem Museum für Gestaltung Zürich, der Fakultät für Architektur an der Universität Prag („Junge Berliner Architektur“, 1994) und bei der Wohnungsbauausstellung Unter den Linden „Stadt–Haus–Wohnung. Wohnungsbau der 90er Jahre in Berlin“. In den Jahren 1997 und 1998 war er als Kurator im Deutschen Architektur Zentrum DAZ in Berlin tätig. Er war bei Architekturwettbewerben als Juror tätig, erarbeitete eine Reihe von Gutachten zu historischen Bauten in Berlin, schrieb zahlreiche Beiträge für den Rundfunk (SFB, DLF, SWR) und hielt Vorträge im In- und Ausland.
Nach der Wende 1989 und der Wiedervereinigung der beiden Stadthälften Berlins begann eine Debatte über die zukünftigen architektonischen und stadträumlichen Konzepte und Strategien des Planens und Bauens in der Stadt Berlin, an der Kieren als Publizist und als Kurator mit Beiträgen in verschiedenen Medien (Magazine, Radio, Zeitungen, Ausstellungen) beteiligt war. Ergebnis der Beteiligung an diesen Debatten waren seine Bücher Neue Architektur | New Architecture in Berlin 1990–2000 (2000) und Die Architektur des Neuen Berlin, letzteres verfasst gemeinsam mit dem seinerzeitigen Senatsbaudirektor Hans Stimmann (2005).
Im Jahre 2000 wurde Martin Kieren Professor für Baugeschichte, Architekturtheorie und Bauen im Bestand an der Berliner Hochschule für Technik. Von 2016 bis 2019 hatte er dort die Leitung des Instituts für Baugeschichte, Architekturtheorie und Denkmalpflege inne. 2020 wurde Kieren emeritiert und wieder als Publizist und Kurator tätig.
Kierens Buch Die zweihundert Bücher zur Architektur. De Re Aedificatoria. Eine Poietik (2021) versteht sich als ein Beitrag zur Architekturtheorie und als eine literarisch-konzeptionelle und poetische Annäherung an zentrale Fragen der Baukunst.
Martin Kieren lebt in Berlin.

## Veröffentlichungen

### Monografien
- Der Architekt Hannes Meyer. Direktor am Bauhaus 1928–1930. Schriftenreihe „Materialien zum Bauhaus“. Museumspädagogischer Dienst, Berlin 1989.
- Hannes Meyer. Dokumente zur Frühzeit. Architektur- und Gestaltungsversuche 1919–1927. Niggli Verlag, Heiden (Schweiz) 1990, ISBN 3-7212-0224-4-.
- Oswald Mathias Ungers. Architektur 1951–1994 (dtsch.| engl.).  Artemis / Birkhäuser Verlag, Zürich 1994, ISBN 3-7608-8144-0 (Zürich) / ISBN 1-874056-97-8 (London); ital. Ausgabe Zanichelli Editore / Bologna 1997, ISBN 88-08-17786-6.
- Bauen für Berlin 1919–1994. 75 Jahre GEWOBAG Gemeinnützige Wohnungsbauaktiengesellschaft Groß-Berlin. Berlin 1994.
- Max Dudlers Mnemotechnik (dtsch. | engl.). Gebr. Mann Verlag, Berlin 1996, ISBN 3-7861-1797-7.
- Berliner Messearchitektur. Geschichte und Gegenwart des Messegeländes. Berlin 1996, ISSN 0940-774X.
- Neue Architektur | New Architecture in Berlin 1990–2000 (dtsch. | engl.). Jovis Verlag, Berlin 1997, ISBN 3-931321-82-7.
- Malerei als existentielles Problem. Auf dem Wege zu einer neuen Ordnung: Hans Marek, BildTafel, Dagmar Weissinger, SchieferTafel. Verlag der Produzentengalerie, München 1997.
- mit Stephan Höhne: Von der schönen und richtigen Form. Fotos Stefan Müller. Gebr. Mann Verlag, Berlin 2001, ISBN 3-7861-1749-7.
- mit Ullrich Müller: Architektur, Landschaft, Fotografie. (= Schriftenreihe der Architektur Galerie Ullrich Müller). Gebr. Mann Verlag, Berlin 2001, ISBN 3-7861-2430-2.
- mit Hans Stimmann: Die Architektur des Neuen Berlin. Nicolai Verlag, Berlin 2005, ISBN 3-89479-199-3.
- Die zweihundert Bücher zur Architektur. De Re Aedificatoria. Eine Poietik. Wasmuth & Zohlen Verlag, Berlin 2021, ISBN 978-3-8030-2216-5. (Rezension von Brigitte Werneburg in taz.de, abgerufen am 21. November 2021)

### Als Herausgeber
- Hannes Meyer: Schriften der zwanziger Jahre. Mappe mit 8 Veröffentlichungen von Hannes Meyer im Reprint. Hrsg. mit Claude Lichtenstein. Verlag Lars Müller, Baden/Schweiz 1990, ISBN 3-906700-23-2.
- Ludwig Hilberseimer: „Internationale Neue Baukunst“ (Stuttgart 1927). Neu herausgegeben und mit einem Nachwort versehen von Martin Kieren. Gebr. Mann Verlag, Berlin 1998, ISBN 3-7861-1984-8.
- Otto Zieler: Potsdam, Ein Stadtbild des 18. Jahrhunderts (Berlin 1913). Neu herausgegeben und mit einem Nachwort versehen von Martin Kieren. Gebr. Mann Verlag, Berlin 1999, ISBN 3-7861-1846-9.
- Leo Adler: Vom Wesen der Baukunst, Versuch einer Grundlegung der Architekturwissenschaft (Leipzig 1926). Neu herausgegeben und mit einem Nachwort versehen von Martin Kieren. Gebr. Mann Verlag, Berlin 2000, ISBN 3-7861-1881-7.
- Paul Ortwin Rave: Genius der Baukunst. Eine klassisch-romantische Bilderfolge an der Berliner Bauakademie von Karl Friedrich Schinkel (Berlin 1941). Neu herausgegeben und mit einem Nachwort versehen von Martin Kieren. Gebr. Mann Verlag, Berlin 2001, ISBN 3-7861-1730-6.